# استان تیراکه
استان تیراکه (به اسپانیایی: Provincia de Tiraque) یکی از استان‌های بولیوی در بولیوی است که در شهرستان کوچوبامبا واقع شده‌است. استان تیراکه ۲٬۷۴۰ کیلومتر مربع مساحت و ۳۵٬۰۱۷ نفر جمعیت دارد و ۳٬۲۰۰ متر بالاتر از سطح دریا واقع شده‌است.